# 莫夫廷鄉
47°41′15″N 22°36′03″E / 47.6875°N 22.6008°E
莫夫廷鄉（羅馬尼亞語：Comuna Moftin, Satu Mare），是羅馬尼亞的鄉份，位於該國西北部，由薩圖馬雷縣負責管轄，面積125平方公里，海拔高度120米，2007年人口4,208，人口密度每平方公里34人。